# سیمون د کوردز
سیمون د کوردز (انگلیسی: Simon de Cordes; – ۱۱ نوامبر ۱۵۹۹) گردشگر اهل جمهوری هلند و برادر دریانورد اکتشافی بالتازار د کوردز بود. یک تاجر و کاشف هلندی بود که پس از مرگ دریاسالار ژاک ماهو، رهبر یک سفر اکتشافی با هدف دستیابی به هند شد، که جایگزین شیلی، پرو و سایر پادشاهی‌ها (در اسپانیای نو) شد.
ناوگان‌های این سفر اکتشافی  شامل:
- هوپ («امید»)، تحت فرماندهی دریاسالار ژاک ماهو (متوفی ۱۵۹۸)، جانشین او سیمون د کوردز (متوفی ۱۵۹۹) و کشتی سیمون د کوردز در نزدیکی جزایر هاوایی گم شد.
- لیفده («عشق» یا «خیریه»)، تحت فرماندهی سیمون د کوردز، نفر بعدی فرماندهی، گریت ون بونینگن، و در نهایت با فرماندهی یاکوب کوارناک جانشین شد. این تنها کشتی بود که به ژاپن رسید.
- ژلوف («ایمان»)، زیر نظر گریت ون بونینگن، و در پایان، سبالت دو ورت. تنها کشتی که به روتردام بازگشت.
- ترائووه («وفاداری»)، تحت رهبری جوریان ون بوخوت (متوفی ۱۵۹۹) و سرانجام، بالتازار د کوردز. در تیدور اسیر شد.
- بلایده بوتسخاب («خبر خوب» یا «انجیل»)، تحت فرماندهی سبالد د ورت، و بعدها، با فرماندهی دیرک گریتز پومپ در والپارایسو توقیف شد.[۱]

## سفر در طول اقیانوس آرام
هنگامی که سرانجام در ۳ سپتامبر ۱۵۹۹ سفر اکتشافی به اقیانوس آرام رسید، کشتی‌ها در طوفان گرفتار شدند و از دسترس دید یکدیگر خارج شدند. ترائووه («وفاداری») و ژلوف («ایمان») از یکدیگر دور شدند و پس از جدایی با گذشت بیش از یک سال، هر کشتی راه خود را طی کرد. ژلوف («ایمان») در ژوئیه ۱۶۰۰ در حالی که تنها ۳۶ مرد از ۱۰۹ خدمه اصلی زنده مانده بودند، به روتردام بازگشت.
سیمون د کوردز به ناوگان کوچک خود دستور داد چهار هفته در جزیره سانتا ماریا، شیلی منتظر یکدیگر بمانند، اما برخی از کشتی‌ها نتوانستند به جزیره برسند. آدامز نوشت: «آنها برای ما گوسفند و سیب‌زمینی آوردند». از اینجا به دلیل کمبود منابع و تغییر در فرمان، داستان کمتر قابل اعتماد می‌شود. در اوایل نوامبر، هوپ («امید») در جزیره موچا فرود آمد که در آن ۲۷ نفر، از جمله سیمون د کوردز، توسط مردم آراکانیا (در شیلی) کشته شدند. (در گزارشی که به اولیویه فان نورت داده شده، گفته شده‌است که سیمون د کوردز در پونتا د لاواپیه در نزدیکی کنسپسیون، شیلی کشته شده‌است، اما آدامز جزیره موچا را به عنوان صحنه مرگ ذکر می‌کند. لیفده («عشق» به جزیره سانتا ماریا رسید، اما راهش را به طرف به پونتا د لاواپیه ادامه داد. یک کاپیتان اسپانیایی غذای ترائووه («وفاداری») و هوپ («امید») را تأمین کرد. در عوض هلندی‌ها به این کاپیتان در برابر آراکانیایی‌ها کمک کردند، که  ۲۳ هلندی، از جمله برادر ویلیام، توماس آدامز (به گفته برادرش در نامه دومش) و گریت ون بونینگن در بین کشته‌شدگان بودند. جانشین گریت ون بونینگن، یاکوب کوارناک شد.
گفته می‌شود که «لیفده»  منتظر کشتی‌های دیگر در ساحل فلوریانا در سواحل اکوادور بوده‌است. این گفته احتمالاً درست نیست. تنها کشتی «هوپ» تا بهار ۱۵۹۹ وارد این منطقه شده بود. ناخدای هر دو کشتی، همراه با برادر آدامز، توماس و بیست مرد دیگر، در یک برخورد خشونت‌آمیز با مردم بومی قاره آمریکا جان خود را از دست دادند.--> کشتی ترائوو («وفاداری»)، به تیدور (اندونزی شرقی رسید) اما خدمه این کشتی نیز در ژانویه ۱۶۰۱ توسط پرتغالی‌ها کشته شدند.